# Toma de Antequera
El Sitio de Antequera de 1410 fue una victoria castellano-leonesa sobre la guarnición nazarí de esta ciudad española. La victoria otorgó gran prestigio al infante Fernando de Castilla, facilitándole la sucesión en el trono de Aragón, concluida en el Compromiso de Caspe de 1412.

## Historia

### La campaña de 1410
En 1410 el infante Fernando de Castilla, regente de Juan II de Castilla, decidió emprender una gran campaña contra los nazaríes tras algunos meses de tregua. Ya en febrero don Fernando inició su marcha hacia la frontera, yendo de Valladolid, donde había pasado la Corte el invierno, a Extremadura, y de allí a Córdoba, donde recibió la noticia de la caída de Zahara ante los granadinos, que mataron a 114 hombres
y se llevaron cautivos a las mujeres y los niños. La fortaleza había resistido defendida tan solo por 20 hombres, pero el culpable del desastre fue un escudero llamado Antón Fernández de Beteta, que vendió información clave a los musulmanes.
El 24 de abril, los líderes cristianos, reunidos en Alhonoz, decidieron atacar Antequera, aunque esperando a que pasaran las lluvias primaverales y reunieran tropas y equipamiento suficientes. Sin embargo, el infante Fernando, deseoso de una victoria rápida que hiciera aumentar su fama, partió de inmediato a Antequera, a donde llegó el 26 de abril. Tras rodear la villa, se encargó de traer desde Sevilla el necesario material de asedio.
Para poner fin al asedio antes de que los cristianos se atrincheraran, el rey Yusuf III de Granada movilizó con rapidez 5000 caballeros y los 80 000 peones que, dirigidos por los infantes Sidi Alí y Sidi Hamet, llegaron a Archidona la tarde del 4 de mayo.
Al día siguiente se aproximaron a Antequera, produciéndose varias escaramuzas, y el día 6 se produjo una cruenta batalla, al
cargar los infantes granadinos sobre las posiciones cristianas en la Sierra de la Rábida, comandadas por el entonces obispo de Palencia, Sancho de Rojas.
La batalla estuvo indecisa hasta que llegó el infante Fernando con el grueso de su ejército, poniendo al enemigo en desbandada. Murieron 15 000 musulmanes y tan solo 120 cristianos, pero los supervivientes prefirieron dedicarse a robar los cadáveres y el campamento granadino en lugar de perseguir a los vencidos. Tras el desastre, el emir granadino intentó concertar la paz a través de su embajador, Zayd Al-Amín, pero el regente castellano se negó, determinado como estaba a obtener una gran victoria que le abriera las puertas del trono aragonés.

### El cerco de Antequera

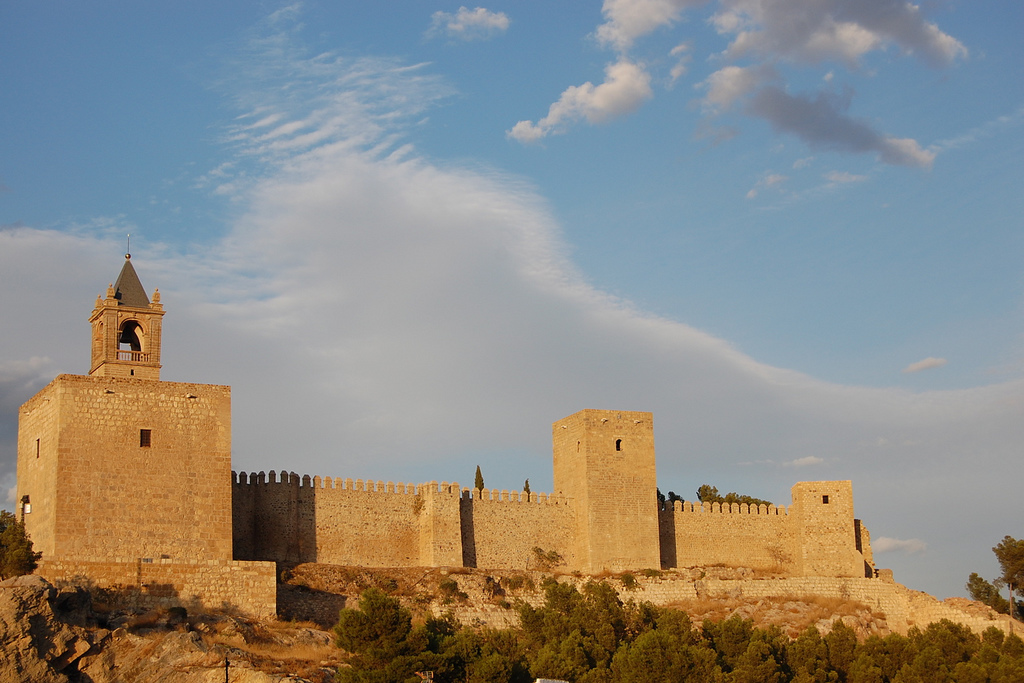
Alcazaba de Antequera.

El 12 de mayo por fin llegó el equipo de asedio, comenzando una frenética actividad. Tras algunos retrasos, el asalto general tuvo lugar el 27 de junio, pero fue un fracaso: las escalas resultaron ser demasiado cortas para las murallas de Antequera y los defensores lograron quemar una bastida.
Para entretener a las tropas mientras se renovaba el equipo de asedio y mantener al enemigo a raya, el infante Fernando emprendió una serie de correrías por los alrededores de Antequera: se hizo una incursión en Loja y otra en Ronda, que resultó en una derrota y fue vengada al poco al desbaratar una celada de los moros de Ronda. El 11 de julio se envió una poderosa cabalgada que durante cinco días causó estragos por tierras de Málaga, derrotando a las tropas que salieron a su encuentro. Entretanto, en la frontera de Jaén, Alonso Fernández de Córdoba derrotó a fuerzas muy superiores del yerno y visir del rey granadino, Mofarrax, en la Batalla de Montefrío, dando muerte al comandante nazarí y tomando su pendón.
El emir de Granada pidió de nuevo la paz, enviando de nuevo a Zayd Al-Amín, pero Fernando le exigió unas condiciones leoninas: declararse vasallo de Castilla, pagar cuantiosas parias y liberar a todos los cautivos cristianos. Ante esas inaceptables exigencias, el embajador granadino intentó conspirar con algunos súbditos castellanos musulmanes para quemar el campamento de los sitiadores, pero la perfidia fue descubierta. Sin embargo, fuertes vientos inutilizaron las bastidas, obligando a posponer de nuevo el asalto. Mientras se traían repuestos, se completó el cerco de la villa con un muro y se pidieron fondos adicionales para financiar las operaciones.

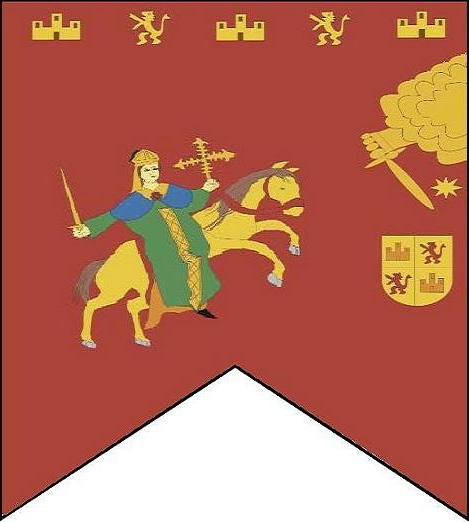
Pendón de San Isidoro.

A la mitad del verano llegaron noticias de la muerte del rey de Aragón, Martín I el Humano, a quien el infante pretendía suceder. Sin embargo, el cerco no avanzó más allá de algunas victoriosas escaramuzas. Pero el 2 de septiembre los sitiadores lograron privar a la ciudad de su abastecimiento de agua. El 10 de septiembre llegó el Pendón de San Isidoro de León, que elevó la moral cristiana.
En los días siguientes, mientras continuaban las escaramuzas en los alrededores del sitio, se ideó una estratagema. Desde lo alto de las bastidas, los cristianos comenzaron a disparar contra los guardias que oteaban en lo alto de las torres, hasta que los defensores dejaron de guarnecerlas para evitar las numerosas bajas. Aprovechando la ocasión, la noche del 16 de septiembre varios soldados cristianos se descolgaron desde una bastida hasta la torre más expuesta y la tomaron. Comenzó entonces una feroz lucha cuerpo a cuerpo en la villa que obligó a los defensores a retirarse a la alcazaba, donde pidieron negociar la entrega de la fortaleza a cambio de sus vidas, familias y bienes.
El infante les conminó a darse por cautivos y liberar a todos los cristianos, pero respondieron que preferían antes morir que entregarse. Retomadas las negociaciones, el Conde de Trastámara y el obispo Rojas convencieron al regente para que aceptara las condiciones de los sitiados a cambio de la liberación de los cautivos, pues el tiempo empeoraba y la fortaleza aún podía resistir mucho tiempo. Por tanto, se acordó respetar sus vidas y bienes y permitirles retirarse a Archidona, para lo cual se les prestaron 1000 bestias de carga.
El 24 de septiembre el conde y el obispo tomaron posesión de la alcazaba, y al día siguiente salieron los últimos defensores: 895 hombres con 770 mujeres y 863 niños. En los días siguientes vendieron a los cristianos los bienes que no podían transportar y marcharon en paz para Archidona, que sería tomada por Pedro Girón en 1462, si bien algunos murieron por el camino.

### Resultados
A comienzos de octubre se consagró como iglesia de Santa Eufemia la mezquita mayor y comenzó la retirada hacia Sevilla. El 14 de octubre tuvo lugar un fastuoso recibimiento en la capital hispalense, y el infante Fernando pasó a ser llamado "el de Antequera", en reconocimiento de su victoria.
El elevado coste del sitio de Antequera impidió continuar la guerra, aunque los benimerines propusieron una alianza contra los nazaríes. El 10 de noviembre se acordaron 17 meses de tregua con Granada, ahorrando así 20 millones de maravedíes en mantener el ejército y logrando la liberación de 300 cautivos cristianos.
Liberado el infante de sus preocupaciones en el sur, pudo entregarse plenamente a obtener el trono de Aragón, lo que logró en el Compromiso de Caspe de 1412.